# 슈톤크
《슈톤크》(Schtonk!)는 독일에서 제작된 헬무트 디틀 감독의 1992년 영화이다. 괴츠 게오르그 등이 주연으로 출연하였고 헬무트 디틀 등이 제작에 참여하였다.

## 출연

### 주연
- 괴츠 게오르그
- 우 오크센크네츠
- 롤프 호페

### 조연
- 다그마 만첼
- 베로니카 페레스
- 울리히 뮤흐

## 기타
- 미술: 베네딕트 헤르포스
- 미술: 괴츠 바이드너
- 의상: 바바라 에흐렛
- 배역: 안 도르테 브라커